# Janowszczyzna (rejon świsłocki)
Janowszczyzna (biał. Янаўшчына; ros. Яновщина) – wieś na Białorusi, w obwodzie grodzieńskim, w rejonie świsłockim, w sielsowiecie Nowy Dwór, przy granicy Parku Narodowego „Puszcza Białowieska”.
W dwudziestoleciu międzywojennym leżała w Polsce, w województwie białostockim, w powiecie wołkowyskim, w gminie Porozów.